# Dacia Bigster

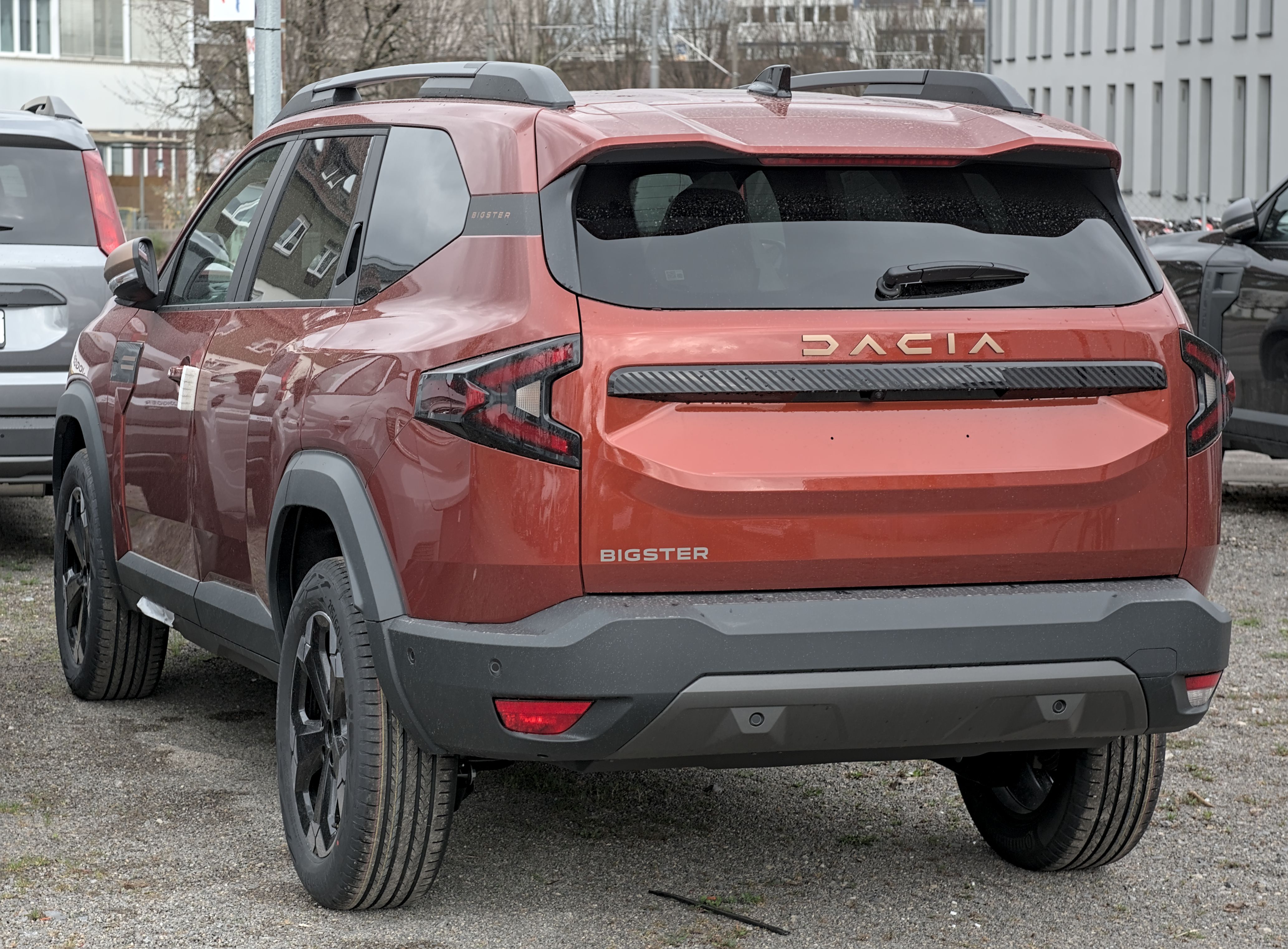
Vue de l'arrière

Le Dacia Bigster est un SUV familial du constructeur automobile roumain Dacia produit à partir de 2024 et commercialisé début 2025.

## Présentation
Le Dacia Bigster est dévoilé à la presse le 9 octobre 2024 avant sa présentation officielle lors de la 90e édition du Mondial de l'automobile de Paris le 14 octobre 2024,.

## Caractéristiques techniques
Le Bigster est basé sur la plateforme technique CMF-B du groupe Renault, et sur la structure du Dacia Duster III allongée de 23 cm. Il en reprend de nombreux éléments, comme le capot et les phares.

### Motorisations
Le Dacia Bigster est proposé en motorisation essence full hybrid ou fonctionnant au gaz de pétrole liquéfié (GPL) sur le marché européen, et en Diesel sur d'autres marchés.
| Moteur                       | 3-cylindres + mild hybrid 48 V + GPL | 3-cylindres + mild hybrid 48 V | 3-cylindres + mild hybrid 48 V | 4-cylindres à cycle Atkinson + 2x E-Motor                     |
| Admission                    | Turbocompressé                       | Turbocompressé                 | Turbocompressé                 | Atmosphérique                                                 |
| Cylindrée (cm3)              | 1199                                 | 1199                           | 1199                           | 1799                                                          |
| Puissance maximale (ch) [kW] | 138 [102]                            | 138 [102]                      | 128 [94]                       | thermique : 107 [79] électrique : 49 [35] cumulée : 153 [113] |
| au régime de (tr/min)        |                                      |                                |                                |                                                               |
| Couple maximal (N.m)         |                                      |                                |                                |                                                               |
| au régime de (tr/min)        |                                      |                                |                                |                                                               |
| Boîte de vitesses            | Manuelle 6 rapports                  | Manuelle 6 rapports            | Manuelle 6 rapports            | Automatique à 6 rapports                                      |
| Transmission                 | Traction                             | Traction                       | Intégrale                      | Traction                                                      |
| Vitesse maximale (km/h)      |                                      |                                |                                |                                                               |
| 0-100 km/h (s)               |                                      |                                |                                | 9.7                                                           |
| Consommation (L/100 km)      | 5,6                                  |                                |                                | 4,9                                                           |
| Émissions de CO2 (g/km)      | 129                                  |                                |                                | 106                                                           |
| Capacité du réservoir (L)    | 50 + 49 (GPL)                        |                                |                                |                                                               |
| Masse à vide (kg)            |                                      |                                |                                |                                                               |
| Norme environnementale       | Euro 6d Temp                         | Euro 6d Temp                   | Euro 6d Temp                   | Euro 6d Temp                                                  |
| Batterie                     |                                      |                                |                                |                                                               |
| Type                         | Lithium-ion                          | Lithium-ion                    | Lithium-ion                    | Lithium-ion                                                   |
| Capacité (kWh)               | 0,8                                  | 0,8                            | 0,8                            | 1,4                                                           |
| Autonomie mixte (WLTP) (km)  | -                                    | -                              | -                              |                                                               |

## Finitions
- Essential[4],[6]
  - barres de toit fixes
  - climatisation manuelle
  - jantes alliage 17”

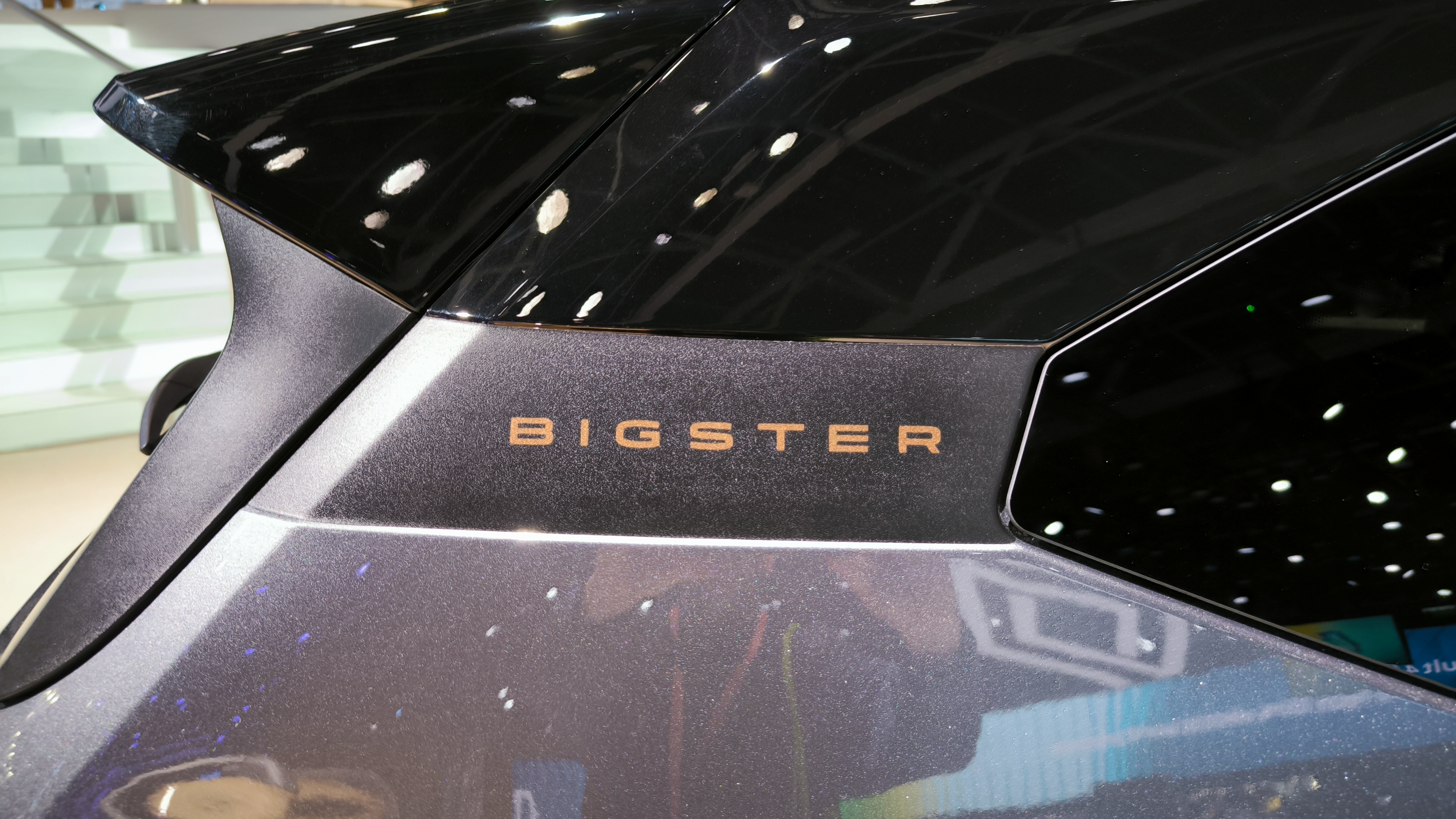
Nom du modèle apposé au niveau des custodes arrière

  - Media Display avec écran central 10,1”
  - radars et caméra de stationnement arrière
  - tableau de bord numérique 7”
  - vitres avant et arrière

- Expression
  - capteurs de pluie
  - climatisation automatique bi-zone
  - frein de stationnement électrique
  - modularité arrière 40/20/40 avec fonction Easy Fold
  - rétroviseurs rabattables automatiquement

- Extreme
  - barres de toit modulables
  - clé mains libres
  - éléments décoratifs extérieurs et intérieurs brun cuivré
  - jantes alliage 18 pouces
  - sellerie lavable en TEP
  - système audio Arkamys 3D sound system à 6 haut-parleurs
  - système de contrôle de la vitesse en descente
  - système Media Nav Live avec écran 10,1” et navigation connectée
  - tableau de bord numérique 10”
  - tapis de sol et coffre en caoutchouc
  - toit ouvrant panoramique

- Journey
  - hayon motorisé
  - chargeur à induction
  - console centrale haute avec accoudoir
  - régulateur de vitesse adaptatif
  - siège conducteur à réglage semi-électrique

## Concept car
Le Dacia Bigster est préfiguré par le Dacia Bigster concept présenté le 14 janvier 2021 par Luca de Meo.